# Magnus Brahe (1564-1633)
Il conte Magnus Brahe (25 settembre 1564 – Stoccolma, 3 marzo 1633) è stato un politico svedese.
Essendo stato sia gran costabile di Svezia che grande steward di Svezia, fu una figura rappresentativa nella Svezia del XVII secolo.

## Biografia
Magnus Brahe era figlio di Per Brahe il Vecchio e Beata Stenbock. Divenne ciambellano di re Sigismondo nel 1590 e quattro anni più tardi, lasciò Sigismondo e iniziò a sostenere il duca Carlo, che era un nemico di Sigismondo e sfidò il re per il trono. Brahe ricevette diversi importanti incarichi dal duca Carlo, e alla fine, nel 1602, divenne gran costabile di Svezia (svedese: riksmarsk) e membro del Riksråd. I fratelli maggiori di Magnus avevano sostenuto Sigismondo cosa che li portò a perdere la Contea Visingsborg. Essendo stato un sostenitore di fiducia del duca Carlo, che divenne reggente di Svezia nel 1599 e re nel 1604, Magnus Brahe fu nominato Conte di Visingsborg. Quando il re Carlo IX morì e gli succedette il figlio Gustavo Adolfo nel 1611, Magnus Brahe rimase uno stretto confidente del re. Lo stesso anno venne nominato Gran Giudice di Svezia (svedese: riksdrots), diventando probabilmente il membro più importante del Riksråd. Nel 1614 divenne presidente della Corte di appello di Svezia al momento della creazione di questo organismo e venne fatto cavaliere in occasione dell'incoronazione di Gustavo Adolfo nell'ottobre 1617. Morì a Stoccolma il 3 marzo 1633, a causa di una malattia, che forse fu causata dal grande dolore da lui provato per la morte di re Gustavo Adolfo. Il 12 maggio dell o stesso anno fu tumulato nella cattedrale di Västerås.
Magnus Brahe aveva sposato la contessa Brita Stensdotter Leijonhufvud (1567-1611) al Gräfsnäs Palace il 10 novembre 1594. Essi furono i genitori di Ebba Brahe (1596-1674), oggetto dell'amore di re Gustavo Adolfo. La contessa morì nel 1611, e Brahe si risposò al Strömsholm Palace il 18 ottobre 1618, con la baronessa Helena Bielke (1592-1651).